# Assedio di Calais (1558)
L'assedio di Calais ebbe luogo nell'ottobre del 1558 durante le guerre d'Italia del 1551-1559. Nel 1558, l'Inghilterra era governata da Maria I d'Inghilterra e suo marito Filippo II di Spagna. Quando entrambi pianificarono un'invasione spagnola della Francia, Enrico II di Francia inviò Francesco I di Guisa, contro l'ultimo possedimento continentale inglese, Calais, difesa da Thomas di Wentworth. Dopo il fallimento a metà del 1557, un nuovo attacco catturò i forti periferici di Nieullay e Rysbank, e Calais fu assediata.

## Sfondo

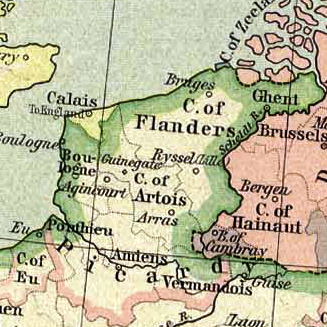
Mappa che mostra la situazione della Francia settentrionale e la Pale of Calais nel 1477

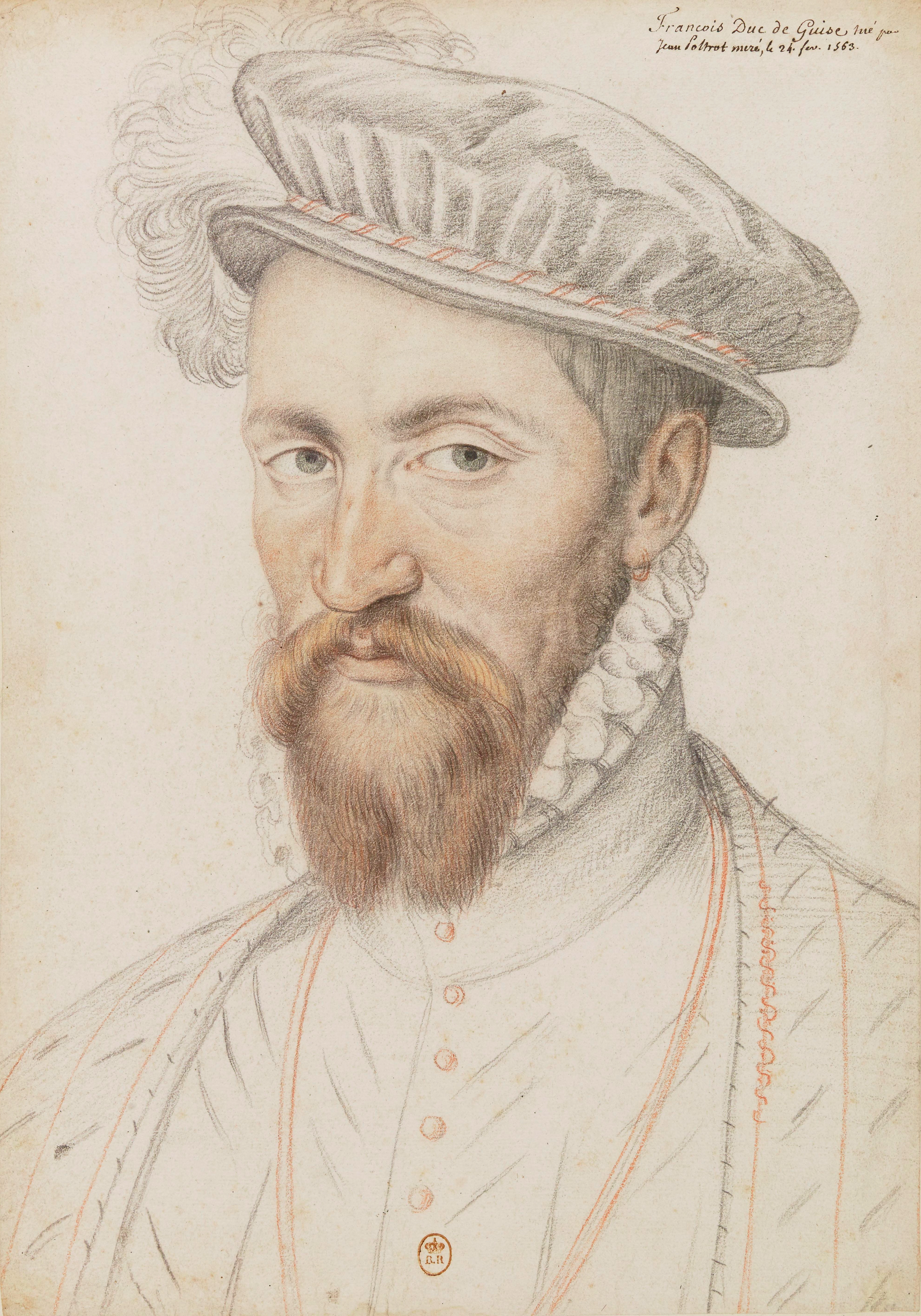
Ritratto a matita di Francesco I, duca di Guisa

La Pale of Calais era in mano inglese fin dal 1347, quando durante la Guerra dei Cent'anni Edoardo III aveva posto la città sott'assedio e poi conquistata. Nel 1453 fu l'unico territorio inglese a non essere catturato dai francesi durante il contrattacco di Carlo VII, probabilmente la conquista di Costantinopoli da parte dei turchi, nello stesso anno, aveva scosso gli animi di ogni cristiano in Europa, per questo rimase sotto il governo dell'Inghilterra anche dopo il Trattato di Piquigny, che poneva fine alla Guerra dei Cent'anni. La vittoria di Luigi XI di Francia su Carlo il Temerario nel 1477 e l'annessione della Piccardia al dominio reale francese segnarono la fine dello status quo sul possesso di Calais. Per quasi un secolo la Casata dei Valois aveva preferito rivolgere i propri eserciti verso l'Italia, ricca e tecnologicamente avanti rispetto al resto d'Europa, piuttosto che prendere Calais. La Francia dovette combattere gli inglesi in tre occasioni durante il XVI secolo (1526, 1544 e 1547) quando tentarono di estendere i possedimenti inglesi in Piccardia. Per volere di papa Paolo IV, nel 1557 la Francia ruppe la Tregua di Vaucelles, che aveva concluso la decima guerra italiana, e riprese le ostilità nel Regno di Napoli. In risposta, la Spagna attaccò di nuovo la Piccardia ed inflisse una schiacciante sconfitta ad Anne, duca di Montmorency nella battaglia di San Quintino (1557). Enrico II di Francia aveva perso i suoi migliori capitani e la strada per Parigi era aperta all'invasione. In queste circostanze Francesco, duca di Guisa, che aveva radunato un esercito e si era preparato a guidarlo in Italia, fu richiamato in Piccardia e promosso a luogotenente generale di Francia. Per evitare l'intervento di un corpo di spedizione inglese, Enrico II organizzò, in segreto, di attaccare Calais in inverno con 30 000 uomini riuniti a Compiègne, Montreuil-sur-Mer e Boulogne-sur-Mer.

## Presa di Calais
Priva di qualsiasi difesa naturale, il continuo controllo inglese di Calais dipendeva dalle fortificazioni costruite. Vicino a Calais, le forze franco-borgognone furono spesso contrapposte alle forze di guarnigione inglesi e al ducato di Borgogna. Sia i francesi che i borgognoni desideravano la città, ma quest'ultimi preferivano vederla sotto gli inglesi piuttosto che nelle mani dei loro rivali.
Il 1 gennaio 1558, l'avanguardia francese occupò Sangatte, Fréthun e Nielles, e il giorno successivo presero Fort Risban. Il 3 gennaio, l'artiglieria si trasferì a Fort Nieulay a Rysbank. Sopraffatto dall'attacco fulmineo dei francesi, Thomas Wentworth, consegnò loro le chiavi della città il 7 gennaio. Il bottino preso dai francesi fu più di quanto sperassero: cibo per tre mesi e quasi 300 cannoni. Presto caddero anche le difese inglesi di Guînes e Hames, ed Enrico II arrivò a Calais il 23 gennaio 1558. La Francia aveva riconquistato l'ultimo territorio che aveva perso nella Guerra dei Cent'anni e aveva posto fine a due secoli di combattimenti tra Inghilterra e Francia. La nuova amministrazione francese fece una demarcazione particolarmente efficiente del confine: creò una nuova divisione dei terreni agricoli, riorganizzò le 24 parrocchie e ricostruì villaggi e chiese. Nessun danno fu recato ai residenti inglesi: dopo una notte piuttosto difficile furono scortati alle barche, in attesa di un passaggio sicuro attraverso la Manica.
In Inghilterra l'incredulità per la perdita di questo ultimo territorio continentale scosse molti. La storia racconta che pochi mesi dopo la regina Maria, sul letto di morte, disse alle sue dame: "Quando sarò morta e il mio corpo aperto, troveranno Filippo e Calais iscritti nel mio cuore".

## Conseguenze
Lord Wentworth, il governatore della città, e gli abitanti inglesi del Pale of Calais tornarono in Inghilterra. Calais fu dichiarata "terra bonificata" per commemorare il ripristino del dominio francese. Francesco di Guisa riuscì anche a contrattaccare gli spagnoli: durante l'estate attaccò Thionville ed Arlon, e stava per invadere il Lussemburgo, quando furono firmati i trattati di Le Cateau. Nell'aprile 1559 il trattato di Cateau-Cambrésis tra Francia e Spagna (alleata dell'Inghilterra) includeva il riconoscimento di Calais come possedimento inglese in custodia francese temporanea in attesa di un prezzo di acquisto di mezzo milione di corone d'oro che la Francia doveva pagare entro otto anni.
Tuttavia, nel 1562, allo scoppio delle guerre di religione francesi, la nuova regina d'Inghilterra, Elisabetta I, avanzò le pretese del suo regno su Calais e occupò il porto francese di Le Havre per mantenerlo fino a quando la Francia non avesse ripristinato Calais.  Le forze francesi espulsero gli inglesi nel 1563 e con il Trattato di Troyes (1564) venne riconosciuta effettivamente la proprietà francese di Calais in cambio del pagamento all'Inghilterra di 120 000 corone. Sebbene il trattato non menzionasse Calais, i francesi pagarono le 120 000 corone in cambio di tutti i diritti su Le Havre e fu concordata la libertà di commercio tra i due paesi. I francesi credevano che l'occupazione di Le Havre significasse che gli inglesi avevano perso tutti i diritti su Calais, ed infatti Elisabetta non era più in grado di portare avanti pretese.